# Estadio multiusos

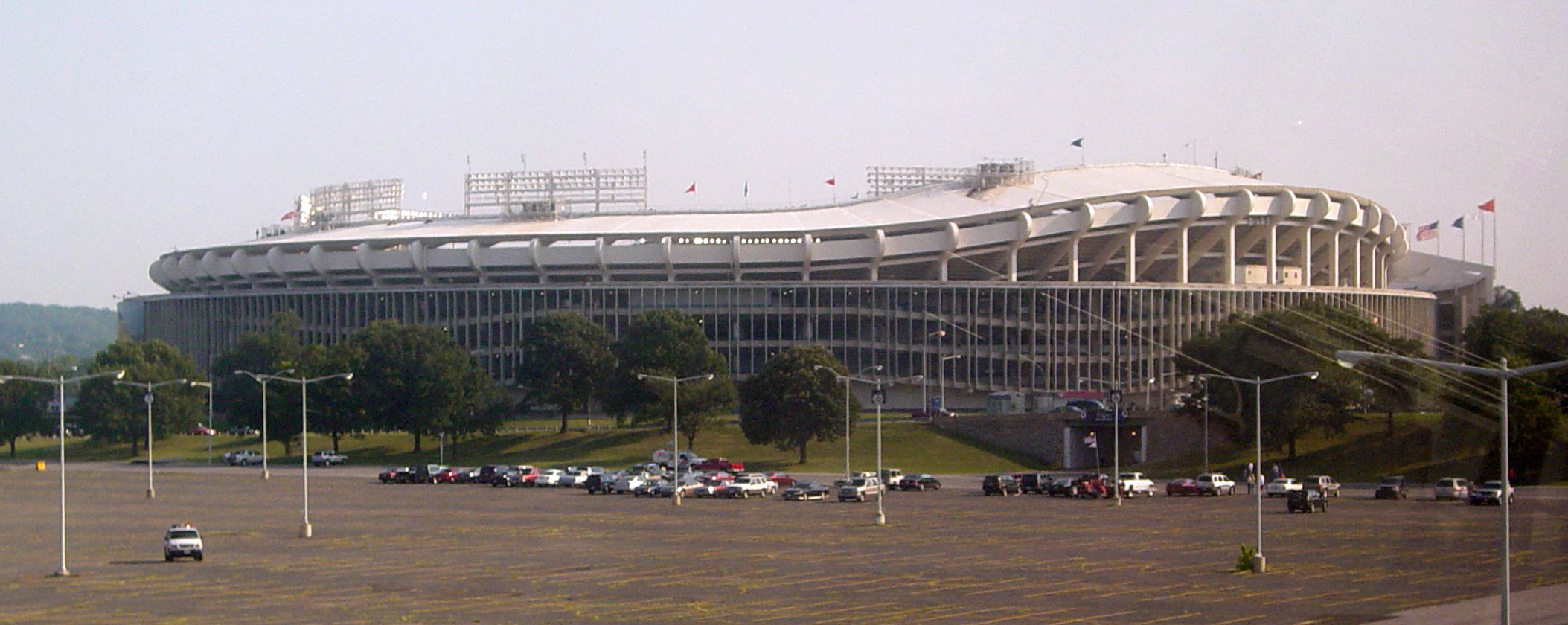
RFK Stadium, un estadio multiusos en Washington D. C.

Un estadio multiusos es un tipo de estadio diseñado para el uso de distintos deportes o bien para conciertos, exposiciones y otros eventos.
Los campos de juego de béisbol tienen forma de diamante o abanico, en tanto que los de fútbol americano, fútbol y rugby son rectangulares, y los de atletismo, críquet y fútbol australiano son ovales. Además, los campos de baloncesto, futsal, hockey sobre hielo y balonmano son rectangulares, pero de distinto tamaño.
Para que un mismo estadio sirva para diversos deportes, las tribunas deben estar lo suficientemente alejadas de cualquiera de los campos, lo que perjudica la visibilidad al público. Otra opción es instalar tribunas móviles, para acercar al público cuando se utiliza un campo pequeño.
Algunos estadios multiusos fueron diseñados inicialmente para albergar un solo deporte y renovados posteriormente para acoger varios. En tanto, otros estadios fueron construidos desde un primer momento para dar cabida a múltiples deportes.

## Historia en América del Norte
En América del Norte, los estadios multiusos se construyeron principalmente durante las décadas de 1960 y 1970 como estadios locales que compartían los equipos de las Grandes Ligas de Béisbol y la National Football League de la misma ciudad. A principios de la década de 1980, algunos estadios fueron renovados y pasaron a convertirse en estadios multiusos. A fines de la década de 1980 comenzaron a construirse estadios específicos, a menudo propiedad de los equipos que los utilizaban.
Antes de la aparición de los estadios multiusos ya existían algunos estadios que eran sede de múltiples equipos. Poco tiempo después, el complejo de estadios Polo Grounds pasó a ser la sede de varios equipos de fútbol americano, y, es que, aunque aparentemente había sido construido para la práctica de béisbol, su forma rectangular también era adecuada para la práctica de fútbol americano. La configuración inicial del Yankee Stadium fue específicamente ideada para albergar tanto fútbol americano como atletismo, además de béisbol, su utilidad primaria. Siguiendo este modelo, sedes posteriores como el Cleveland Municipal Stadium y el Baltimore Memorial Stadium fueron construidas para acoger tanto béisbol como fútbol americano. 
Durante la década de 1960, los estadios multiusos empezaron a sustituir a sus predecesores, los cuales permitían solo la práctica de béisbol o la de fútbol americano, ahora conocidos como «Classics» o «Jewel Box». La ventaja que suponen los estadios multiusos es que una sola infraestructura y un solo bien inmobiliario es capaz de mantener ambos equipos en cuanto a transporte y terreno de juego, y el dinero (en ocasiones dinero público y a veces pagado con los impuestos de los ciudadanos de cada ciudad que jugaban los equipos) que se emplearía para mantener las infraestructuras de dos estadios puede dedicarse a otros fines. También ha jugado a favor de los estadios multiusos el creciente uso entre los americanos de los automóviles como medio de transporte, y, por lo tanto, la necesidad de los estadios profesionales de albergar estacionamientos. La mayoría de los estadios multiusos fueron construidos en suburbios, alejados del centro de las ciudades, pero cercanos a autopistas o carreteras, ya que muchas ciudades carecían de predios grandes cerca del centro de la ciudad para construir dichos estadios con los aparcamientos necesarios.
Un subconjunto de estadios multiusos fueron los conocidísimos «cookie-cutter stadiums» o «concrete donuts» todos muy parecidos en cuanto al diseño. Ellos presentaban una estructura casi o completamente circular, cuyos campos de fútbol americano albergaban secciones rotativas de asientos para adecuarse mejor al trazado del campo. En estos campos, a menudo se utilizaba césped artificial. El primero de este tipo de estadios fue el RFK Stadium. De acuerdo a este modelo se construyeron en las décadas de 1960 y 1970 los estadios: Shea Stadium, Atlanta-Fulton County Stadium, Astrodome, Oakland-Alameda County Coliseum, Jack Murphy Stadium, Busch Memorial Stadium, Three Rivers Stadium, Veterans Stadium,  Kingdome, Louisiana Superdome, Silverdome y Hubert H. Humphrey Metrodome y los canadienses tampoco se quedaron atrás con el Estadio Olímpico de Montreal en 1976 y luego con los estadios BC Place en Vancouver en 1983 y el SkyDome en Toronto en 1989. 
En las décadas de 1960 y 1970, durante la era cumbre de construcción de estadios multiusos, se construyeron cuatro estadios para la práctica exclusiva de béisbol: Candlestick Park (1960), Dodger Stadium (1962), Anaheim Stadium (1966; ahora llamado Angel Stadium of Anaheim) y Royals Stadium (1973; ahora conocido como Kauffman Stadium). El Anaheim Stadium fue, sin embargo, convertido en un estadio multiusos en 1980 para poder albergar a Los Angeles Rams procedentes de Los Angeles Memorial Coliseum, y reconvertido en una instalación para la práctica exclusiva de béisbol en 1997, tres años después de que los Rams se mudaran a San Luis. Igualmente, Candlestick Park fue remodelado como estadio multiusos en 1970 para poder acoger al equipo de fútbol americano San Francisco 49ers procedente de Kezar Stadium, y convertido de nuevo en estadio de fútbol americano tras la salida de los San Francisco Giants del Béisbol de Grandes Ligas hacia su nuevo estadio AT&T Park en el 2000, el Candlestick Park fue demolido en 2013 cuando los 49ers se fueron al Levi's Stadium en San José al sur del Área de la Bahía.
Actualmente, la mayoría de los estadios multiusos norteamericanos albergan solo equipos de la Liga Nacional de Fútbol Americano o las Grandes Ligas de Béisbol, salvo el Oakland Coliseum en Oakland (California) el Qualcomm Stadium de San Diego y el Rogers Centre de Toronto.

### Trazado del campo
La mayoría de los estadios multiusos que existen en América del Norte colocan una línea de banda del campo de fútbol americano sobre una de las líneas de béisbol, así que una de las esquinas del campo de fútbol americano se sitúa donde lo haría el home.
El Oakland-Alameda County Coliseum es el único estadio multiusos que queda en Estados Unidos que todavía alberga la práctica tanto de béisbol como de fútbol americano. Es singular dado que la línea de banda del campo de fútbol es una línea trazada desde la primera o tercera base (el antiguo Estadio del Condado Fulton-Atlanta también usaba esta configuración para albergar tanto a Atlanta Falcons como a Atlanta Braves hasta 1991 cuando se mudó el equipo de la NFL hacia el Georgia Dome y hasta 1996 cuando se mudó al Turner Field y el Mile High Stadium en Denver hizo una configuración desde todas las bases del diamante a la llegada de los Colorado Rockies a la MLB en 1993 y donde también jugaban los Denver Broncos también de la NFL, la configuración se alcanzó, pero solo por un año). Esto se hizo, presumiblemente, para que los codiciados asientos que se encuentran detrás de los locales en un partido de béisbol, también cubrieran la línea de las 50 yardas en un partido de fútbol. Distintos estadios ofrecen diferentes ángulos entre los asientos del terreno de juego de la parte izquierda y derecha.
En los estadios que fueron diseñados para la práctica exclusiva de fútbol americano y se convirtieron en estadios de béisbol, los asientos estaban orientados a la derecha. Esto permitía que el campo de fútbol cuadrara con las gradas, pero el campo de béisbol quedaba con muchos asientos indeseables con vistas lejanas a la base local o del campo de béisbol, como en Hubert H. Humphrey Metrodome y LandShark Stadium. Los estadios de béisbol reconvertidos en estadios de fútbol tenían un ángulo obtuso entre las gradas. Esto suponía ver el fútbol desde muy lejos, e incluso en algunos casos parcialmente oscuro como en Candlestick Park.
El Estadio Qualcomm fue construido con la mitad de los asientos permanentes (construidos, en concreto, en el cuadrante sur del estadio) y con la otra mitad portátiles (construcción modular que llevaba aluminio y acero encuadrado). Cuando el estadio se utilizaba para béisbol, la sección portátil se situaba en el cuadrante este del estadio y servía como tercer campo base dentro del campo. Cuando se jugaba al fútbol americano, estos se situaban en el cuadrante norte del estadio (cubriendo lo que en el béisbol se usa como campo izquierdo) para permitir que el campo de fútbol se extienda de este a oeste. Esto supone la ventaja de mejorar la visibilidad de ambos deportes mientras se mantengan las dimensiones del campo de béisbol más o menos simétricas.

### Críticas
Cuando estos estadios se utilizaban para béisbol, en muchos de ellos, gran parte de las gradas inferiores estaban situadas lejos del campo, ya que se colocaban así para los partidos de fútbol americano y de fútbol; mientras que las gradas superiores estaban situadas a aproximadamente 183 m del campo. Cuando se utilizan para fútbol americano, los asientos más próximos al campo estaban muy alejados, mucho más de lo que lo están en un campo que se utiliza exclusivamente para fútbol, ya que el campo de béisbol es más alargado. En general la vista que tenía el espectador del campo no era óptima para ninguno de los dos deportes, ya que estaba orientada hacia el centro del campo y no hacia el centro lógico de acción del juego. De la misma forma, los intentos de construir estadios sin columnas de soporte que obstruyeran la vista del espectador, como en el caso de los estadios jewel-box, tenía como resultado que las gradas superiores estaban situadas muy por encima del campo.
Muchos estadios multiusos tenían superficies de juego hechas de césped artificial para facilitar el cambio de campo de béisbol a fútbol americano y viceversa. En muchos casos, el césped no era más que una alfombra, con poco material de relleno, cubriendo una superficie de hormigón, lo que frecuentemente causaba lesiones a los jugadores. Durante el primer mes de la temporada de fútbol americano, el campo de juego tenía arena, que es más dura que el césped y supone un riesgo significativo de lesión.
En su configuración para béisbol la mayoría de los estadios tenían campos de dimensiones simétricas, lo cual se alejaba de la identidad única e individual de los estadios Jewel Box que tenían dimensiones raras o asimétricas, y seguían, por tanto, el modelo de estadio denominado coloquialmente “cookie cutter stadium”.
Los fanáticos criticaron también las grandes áreas de aparcamiento que rodeaban los estadios así como sus poco atractivas fachadas de hormigón y varias veces la incomodidad de sus asientos.

### Sustitución
El final de la era de los estadios multiusos empezó en 1987 con la inauguración del estadio Pilot Field en Buffalo, que fue construido para los Buffalo Bisons, un equipo de la Liga Menor de Béisbol. Durante la década de los 90 y desde 2000 la mayor parte de los estadios multiusos que se usaban para la Liga Mayor de Béisbol en Estados Unidos se convirtieron (la mayoría, pero no todos, porque algunos fueron demolidos) en campos de béisbol de estilo retro-moderno, que combinan el diseño de los clásicos campos de béisbol con las comodidades de instalaciones modernas. El primero de estos estadios fue el U.S. Cellular Field en el sur de Chicago casa de los Chicago White Sox que reemplazo al antiguo Comiskey Park y fue inaugurado en 1991 y el Oriole Park en Camden Yards, Baltimore, casa de los Baltimore Orioles que se inauguró en 1992 y que ambos estadios se basaban fundamentalmente en el diseño del Pilot Field. Muchos de los equipos de fútbol americano que habían compartido estadio con un equipo de béisbol, convirtieron sus estadios, una vez que los equipos de béisbol se trasladaron, en estadios de uso exclusivo para fútbol americano (por ejemplo, el estadio Qualcomm donde juegan actualmente los San Diego Chargers y donde los Padres de San Diego se mudaron al Petco Park). Otros equipos de fútbol americano siguieran los pasos de sus homólogos en el béisbol para construir estadios de uso exclusivo para fútbol americano y que en el fútbol soccer también participó para compartir recinto mayoritariamente con los equipos de la liga de conjuntos profesionales o seguir sus pasos.
Los Minnesota Twins concluyeron en 2009 su estancia en el Hubert H. Humphrey Metrodome, que habían compartido con los Minnesota Vikings después de 27 años de jugar en forma compartida, provenientes del Metropolitan Stadium de Bloomington y donde estos últimos jugaron hasta 2013 cuando se anunció su pronta demolición y fue efectivamente demolido el estadio cubierto de plástico en 2014 durante dos temporadas jugaron en la Universidad de Minnesota en el TCF Bank Stadium durante las siguientes dos temporadas, hasta que estrenaron su nuevo estadio en 2016 el U.S. Bank Stadium en la misma ubicación donde estuvo el antiguo Metrodome para ser sede de la edición LII del Super Bowl. El nuevo estadio de los Minnesota Twins, el Target Field se inauguró en 2010 y empezaron a jugar en él en la temporada de ese mismo año. Los Florida Marlins inauguraron un estadio con techo móvil en Miami el Marlins Park, en el mismo sitio del finado Orange Bowl que empezaron a jugar en 2012. y a su vez el equipo cambió su nombre por el de Miami Marlins para evitar confusiones con el otro equipo estatal de la Gran Carpa los Tampa Bay Rays y el Sun Life Stadium donde jugaron anteriormente se convirtió en casa solo de los Miami Dolphins de la NFL y fue remodelado con techo para la temporada 2016 cambiando su nombre por el de Hard Rock Stadium para albergar la edición LIV del también llamado Super Tazón y en 2022 albergara una fecha de Gran Premio de la Fórmula 1, los Oakland Athletics se convirtieron en el único equipo en Estados Unidos que todavía comparta estadio, el Oakland-Alameda County Coliseum, con un equipo de la Liga de Fútbol Americano, los Oakland Raiders. Tanto los Oakland Athletics como los Raiders buscaron nuevas instalaciones en las que jugar, pero parece que esos planes serán definitivos, en febrero de 2016 tras el regreso de los Rams a Los Ángeles, el dueño de los Raiders anuncio la intención de que mudarse a Las Vegas en abril del mismo año el propio dueño dio a conocer los planes de mudarse a la ciudad del juego, en octubre de ese año el Senado de Nevada aprobó el proyecto del nuevo estadio de los malosos en la ciudad del pecado y en marzo de 2017 el comisionado de la NFL Roger Goodell y los dueños de los 32 equipos en una asamblea aprobaron la mudanza del equipo a la meca del espectáculo internacional y luego empezó la construcción del recinto que fue llamado finalmente por motivos de patrocinio Allegiant Stadium e inaugurado en agosto de 2020 con asientos vacíos debido a la Pandemia de COVID-19.
Los Toronto Blue Jays compartieron el Rogers Centre con los Toronto Argonauts de la Liga Canadiense de Fútbol Americano de 1989 a 2015 y en agosto de 2008. empezaron a compartir las instalaciones con los Buffalo Bills de la Liga Nacional de Fútbol Americano de Estados Unidos en algunos partidos fuera de territorio norteamericano hasta 2012 cuando venció el contrato con la compañía canadiense de tecnología quien es dueño del recinto y los Argonautas se fueron recientemente a mediados de 2016 al BMO Field (antiguo Exhibition Stadium) donde jugaron este equipo y los Azulejos de forma compartida desde 1977 hasta la inauguración del SkyDome en 1989 y juega actualmente también el Toronto FC de la MLS. 
Un beneficio añadido de los estadios diseñados para un solo deporte es que proporcionan vistas panorámicas de áreas que se encuentran fuera del estadio, como montañas, edificios, ríos de agua, el océano, etc. Esto era imposible o casi con el diseño de “donuts de hormigón” de los estadios multiusos a excepción del Shea Stadium antigua casa de los New York Mets y quienes se fueron al Citi Field en 2009. Algunos ejemplos son el CenturyLink Field y el Safeco Field (aunque en el primero alberga a los Seattle Sounders de la Major League Soccer y este último puede usarse para partidos de fútbol americano, como en 2001, cuando albergó el campeonato universitario Seattle Bowl) que sustituyeron al Kingdome en Seattle y al Heinz Field donde juegan los Pittsburgh Steelers y de forma compartida los Pittsburgh Panthers del fútbol americano colegial y el PNC Park donde juega los Pittsburgh Pirates y que sustituyeron al Three Rivers Stadium en Pittsburgh en 2001.
En cualquier caso todavía existen numerosos estadios de béisbol, construidos exclusivamente para béisbol que se pueden modificar (y han sido modificados) para albergar fútbol americano. Además del ya mencionado Safeco Field, el AT&T Park de San Francisco (quien albergó el equipo San Francisco Demons de la liga de fútbol americano XFL y que alberga cada año la Emerald Bowl), el Chase Field de Phoenix donde juegan los Arizona Diamondbacks desde 1998 (que albergó la Insight Bowl desde 2000 hasta 2005) y el Tropicana Field de San Petersburgo, Florida (que se planeó y se construyó para el propósito de albergar a futuro una franquicia del béisbol de grandes ligas y se inauguró inicialmente como estadio de hockey sobre hielo albergando a los Tampa Bay Lightning de la National Hockey League en 1992 y luego ya oficialmente como estadio de béisbol con los ya mencionados Tampa Bay Rays también en 1998, pero también empezó a albergar el College Bowl Game en 2008) se han utilizado tanto para partidos de ligas profesionales como de ligas universitarias desde su construcción. (Es necesario mencionar que el Nationals Park en Washington D. C. iba a albergar la EagleBank Bowl hasta que este campeonato se trasladó al estadio RFK).
Además, algunos de los equipos que empezaron a jugar en la United Football League en 2009 tienen que jugar su calendario local en un estadio exclusivo de béisbol. Los California Redwoods jugarán de locales en el ya mencionado AT&T Park. Aunque su campo será el Citrus Bowl en Orlando, los Florida Tuskers solo jugarán en 2009 un partido como locales en el Tropicana Field casa de los Tampa Bay Rays desde su fundación en 1998.

## Lista de estadios multiusos de los EE. UU.
- Robert F. Kennedy Memorial Stadium (Washington D. C., 1961-presente)
- Shea Stadium (Nueva York, 1964-2008)
- Astrodome (Houston, 1965-2004)
- Atlanta-Fulton County Stadium (Atlanta, 1966-1996)
- Busch Memorial Stadium (San Luis, 1966-2005)
- Oakland-Alameda County Coliseum (Oakland, 1966-presente)
- San Diego Stadium (San Diego, 1967-2020)
- Riverfront Stadium (Cincinnati, 1970-2002)
- Three Rivers Stadium (Pittsburgh, 1970-2000)
- Veterans Stadium (Filadelfia, 1971-2003)